# عبدالله کنو
عبدالله کنو (انگلیسی: Abdullah Kanno؛ زادهٔ ۶ مارس ۱۹۹۰) یک ورزشکار اهل عربستان سعودی است.
از باشگاه‌هایی که در آن بازی کرده‌است می‌توان به باشگاه فوتبال القادسیه عربستان سعودی و باشگاه فوتبال التعاون عربستان سعودی اشاره کرد.